# Esenbeckia melanogaster
Esenbeckia melanogaster är en tvåvingeart som beskrevs av Lutz och Castro 1935. Esenbeckia melanogaster ingår i släktet Esenbeckia och familjen bromsar. Inga underarter finns listade i Catalogue of Life.